# Thomas Weisbecker
Thomas «Tommy» Weisbecker (Friburg de Brisgòvia, 24 de febrer de 1949 - Augsburg, 2 de març de 1972) va ser un activista polític alemany, vinculat a l'esquerra revolucionària anarquista alemanya. Pròxim a la militància de la Fracció de l'Exèrcit Roig (RAF), va ser assassinat per la policia durant la seva detenció.

## Trajectòria
Nascut el 24 de febrer de 1949 a la ciutat de Friburg de Brisgòvia, va ser fill del professor de Kiel Ludwig Weisbecker (1915–1979). Durant el Tercer Reich, el seu pare va ser presoner del camp de concentració de Buchenwald i el seu avi Louis Weisbecker, d'ètnia jueva, va estar empresonat als camps de concentració d'Auschwitz i de Mauthausen. El germà del seu avi va ser assassinat i la seva àvia Marie Weisbecker va ajudar l'avi i el pare a sobreviure durant la resta de la dècada de 1940.
L'any 1958 es va traslladar amb la seva família a Karlsruhe, i l'any 1962 a Kiel, on va anar a l'escola amb els seus dos germans Verena i Lutz. A principis de 1967, davant de les dificultat insolubles amb l'administració de l'escola, va abandonar l'Escola d'Educació de Kiel (Kieler Gelehrtenschule) i es va matricular de nou a la seva antiga escola de Karlsruhe. Durant les vacances va tornar a Kiel amb noves idees i experiències polítiques i, juntament amb la seva germana Verena, va crear i participar activitats de base local del Centre d'Acció per a Estudiants Socialistes Independents (Aktionszentrum Unabhängiger Sozialistischer Schüler, AUSS). Aquesta organització estudiantil d'àmbit nacional va ser creada com a fusió de grups escolars socialistes durant la primera meitat de 1967. El 1968, després de graduar-se a l'escola secundària de Karlsruhe, va començar els seus estudis a Frankfurt del Main. Per evitar ser reclutat a l'exèrcit, es va traslladar a Berlín Occidental i va viure amb la seva parella, Susanne Plambeck. A través de l'Oposició Extraparlamentària (APO) de Berlín, els rebels haxix i l'entorn comunitari, va arribar al blues militant d'esquerra anarquista, que després s'acabaria fusionant amb d'altres per a formar el Moviment 2 de Juny. Aquests moviments de protesta van causar nombrosos incendis i atemptats, fins i tot contra jutges i fiscals, però també contra grans magatzems com el Kaufhaus des Westens (KaDeWe).
El juliol de 1970 va ser detingut, juntament amb Georg von Rauch i Michael «Bommi» Baumann, acusats d'haver colpejat el periodista Horst Rieck, el 2 de febrer, al seu apartament de Berlín Occidental. Weisbecker, Rauch, Baumann, però també Hans Peter Knoll i Annekatrin Bruhn, es van voler venjar d'un article del setmanari Quick, titulat «Ganz Deutschland muß brennen» (traduïble com a "Tota Alemanya ha de cremar"), il·lustrat amb imatges dels atacs i atemptats comesos pel moviment estudiantil a la ciutat. No és clar si l'article va ser escrit per Rieck però, els acusats van romandre en presó preventiva i el juliol de 1971 es va realitzar el judici al Tribunal Penal de Moabit. Com que l'audiència s'havia ajornat una setmana per obtenir proves addicionals, el 8 de juliol de 1971 el tribunal va acceptar la sol·licitud de llibertat condicional de Baumann i Weisbecker. Només Von Rauch va romandre empresonat a causa d'un presumpte atac incendiari contra el Tribunal Superior de Justícia de Berlín (Kammergericht), entre d'altres procediments. Com que Weisbecker i Von Rauch tenien una certa semblança, els dos es van intercanviar els papers a la sala. Quan el jutge va anunciar que Baumann i Weisbecker podien sortir, Von Rauch va anar en lloc de Weisbecker, que duia les seves ulleres posades. Més tard, Weisbecker va explicar que realment no era Von Rauch i se'l va permetre sortir de la presó deixant els agents confosos sobre aquesta «excarceració per una identitat equivocada». Després va ser detingut de nou durant quatre dies per haver col·laborat en l'alliberament de presoners i es va amagar un cop va finalitzar el període de detenció. En acabat, també es va unir a la Fracció de l'Exèrcit Roig (RAF), fundada un any abans, i va viure en clandestinitat fins a la seva mort.
La policia d'Augsburg el va rastrejar per tot arreu tot començant a investigar la casa on vivia, situada a Georgenstraße. El 2 de març de 1972 va abandonar aquesta residència amb Carmen Roll, militant de la Fracció de l'Exèrcit Roig (RAF), i en un cotxe robat van entrar a l'hotel Thalia del centre d'Augsburg. Quan van sortir de l'hotel, la policia els va voler detenir. Només ho va aconseguir en el cas de Roll perquè un agent va disparat mortalment al cor a Weisbecker, tot considerant que havia actuat en defensa pròpia quan la víctima va intentar extreure una arma de la seva butxaca. El 28 d'agost de 1972, el Tribunal del Districte d'Augsburg va desestimar la denúncia de presumpte homicidi intencionat, presentada per la mare de Weisbecker, i va sobreseure el procediment.

## Llegat

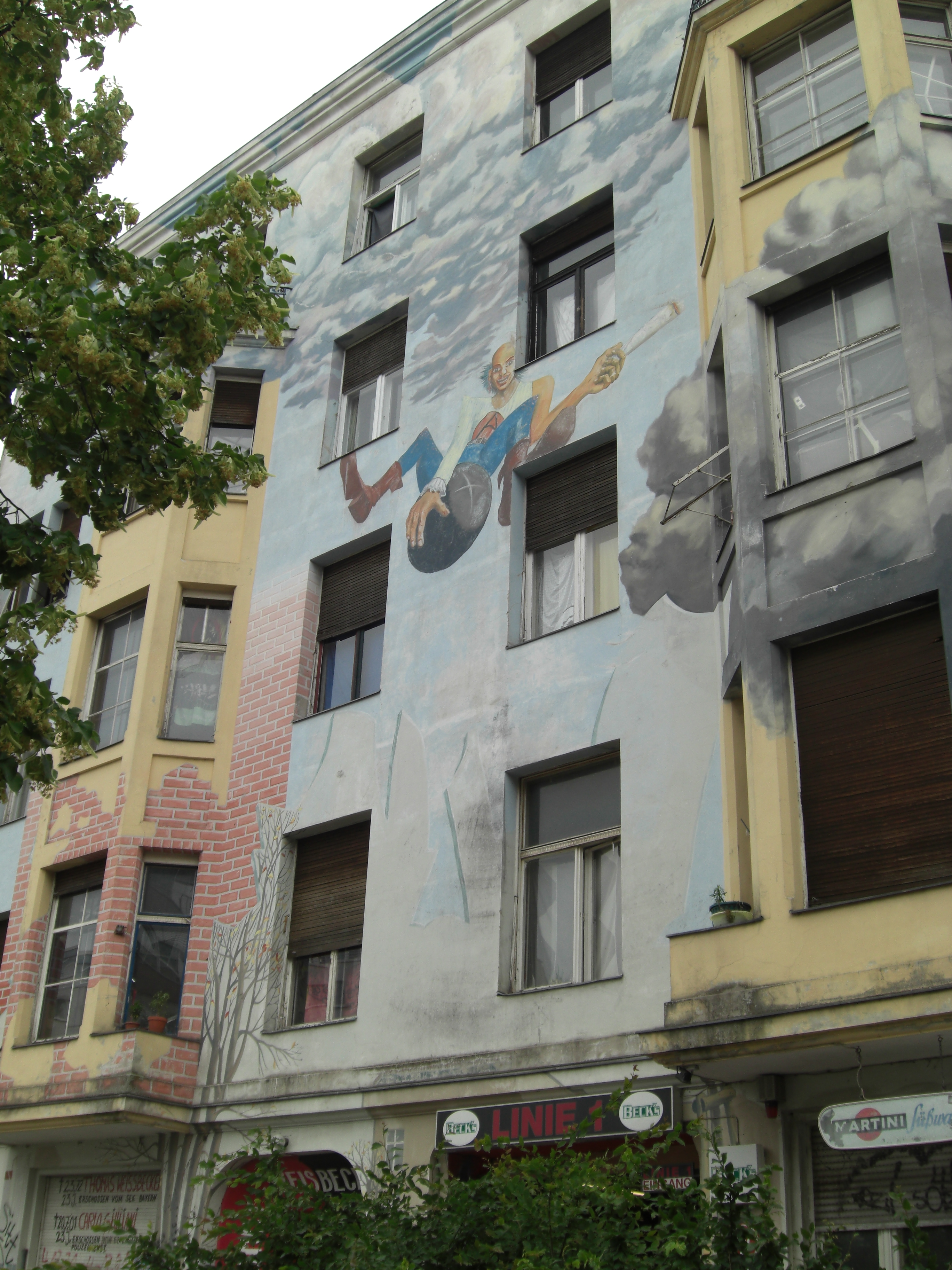
Tommy-Weisbecker-Haus a Kreuzberg, Berlín.

El 12 de maig de 1972, com a part de l'ofensiva de la Fracció de l'Exèrcit Roig (RAF), l'«escamot Thomas Weisbecker» va fer esclatar tres bombes a les seus de la policia a Augsburg i de la Policia Criminal Estatal bavaresa a Múnic. El 16 maig va enviar un comunicat a la premsa manifestant que «Thomas Weisbecker va ser assassinat el 2 de març a Augsburg, en una operació sorpresa atentament planificada, per un esquadró d'execució format per detectius de Múnic i policia d'Augsburg».
L'any 1971 i 1973 es van fundar a Berlín els col·lectius Georg-von-Rauch-Haus i Tommy-Weisbecker-Haus, respectivament, com a mostra de denúncia dels fets mortals, també coneguts com a «assassinats polítics», i en solidaritat amb les víctimes.
El 3 de juliol de 1973, el Tribunal del districte de Tiergarten de Berlín va imposar una multa de 500 marcs alemanys a l'editor Klaus Wagenbach, després d'haver publicat el «Calendari vermell per a aprenents i alumnes 1973» en el qual es descrivien com a assassinats les morts de Benno Ohnesorg, Ian Mcleod, Georg von Rauch i Weisbecker, tots ells disparats per agents de policia.